# Бірченко Іван Кузьмич
Іван Кузьмич Бірченко (1913–1961) — майор Радянської Армії, учасник радянсько-японської війни, Герой Радянського Союзу (1945).

## Біографія
Іван Бірченко народився 7 січня 1913 року в селі Карпівка (нині — Лиманський район Донецької області України) в селянській родині. Здобув початкову освіту, працював у колгоспі. У 1935 році був призваний на службу в Робітничо-селянську Червону Армію. У 1938 році він закінчив курси молодших лейтенантів. У 1940 році вступив у ВКП (б). До серпня 1945 року старший лейтенант Іван Бірченко командував ротою мотострілецького батальйону 172-ї танкової бригади 2-го Далекосхідного фронту.
Рота Бірченка брала участь у радянсько-японській війні на Жаохейском напрямку. Наступ вівся у виключно важких погодних умовах, сильні дощі викликали повінь на річці Уссурі. На підручних засобах рота в складі 5-го стрілецького корпусу форсувала річку. 12 серпня вона підійшла до міста Дахечжень (нині — Китай). Бірченко вивів свою роту в тил японським підрозділам, які зайняли укріплені позиції й атакував їх. 30 японських солдатів і офіцерів були вбиті, ще 20 — взяті в полон.
14 серпня у міста Баоцін рота Бірченка зуміла дійти до японських дотів майже без втрат і знищити їх гранатами. Вона першою з радянських підрозділів прорвалася в місто і почала вести вуличні бої. Рота знищила понад 200 ворожих солдатів і офіцерів і захопила військові трофеї.
Указом Президії Верховної Ради СРСР від 8 вересня 1945 року за «вміле командування підрозділом і особисту мужність, виявлену в запеклих боях з японськими імперіалістами» старший лейтенант Іван Бірченко був удостоєний високого звання Героя Радянського Союзу з врученням ордена Леніна і медалі «Золота Зірка» за номером 8927.
Після закінчення війни Бірченко продовжив службу в Радянській Армії. У 1946 році він закінчив вищу офіцерську бронетанкову школу в Ленінграді. У 1961 році в званні майора був звільнений у запас. Проживав в місті Сміла Черкаської області Української РСР. Помер 12 січня 1961.
Був нагороджений орденами Червоного Прапора і Червоної Зірки, а також низкою медалей.